# Seasons of Wither
A Seasons of Wither egy dal az amerikai Aerosmith együttes 1974-ben megjelent Get Your Wings című albumáról. A dalt az énekes Steven Tyler szerezte. Joe Perrynek ez az egyik kedvenc dala az együttes balladisztikus hangvételű szerzeményei közül, de Steven Tylernek is ez az egyik leginkább kedvelt Aerosmith száma.
Tyler-t a Massachusetts állambeli Needhamben található téli táj látványa inspirálta a szám megírására. A táj egy csirkefarm közelében volt, ahol az énekes együtt lakott Joey Kramer dobossal. Tyler egy Kramer által talált akusztikus gitáron írta meg a dalt Tuinal és Seconal beszedése után. A dal alapját az akusztikus gitárok által kiemelt lassú, kísérteties ének és egy erős ritmus határozza meg. A szám éljenző tömeg hangjával indul, amely fokozatosan elhalkul, ahogy beérkezik a süvöltő szél, és az akusztikus gitár. Az elején hallható tömeg az előző Train Kept A-Rollin' című számról lett átkeverve, amely alatt szintén hallható koncertzaj.
Bár kislemezen nem jelent meg, az évek múlásával mégis közkedvelt darabbá vált. Felkerült a 2002-ben megjelent O, Yeah! Ultimate Aerosmith Hits és a 2005-ös Rockin' the Joint válogatásalbumokra. Az 1980-as és 90-es évek turnéin nem játszották gyakran, de a 2000-es évek folyamán már többször előadták a koncerteken. A szám felcsendült az MTV számára adott Unplugged műsorban is 1990-ben. A 2001-es Just Push Play Touron gyakran hangzott el a szám, míg a 2006-os Route of All Evil Touron és a 2007-es Aerosmith World Tour 2007on Steven Tyler és Joe Perry a színpadi kifutók végén székeken ülve adták elő a dalt.
A Die Kreuzen a Gone Away EP-jén dolgozta fel a dalt, míg a Tesla a Real to Reel, Vol. 2 című válogatáslemezén formálta a saját képére. A Vitamin String Quartet szintén feldolgozta a számot, amely a saját Aerosmith tribute albumukon jelent meg.